# CD1a

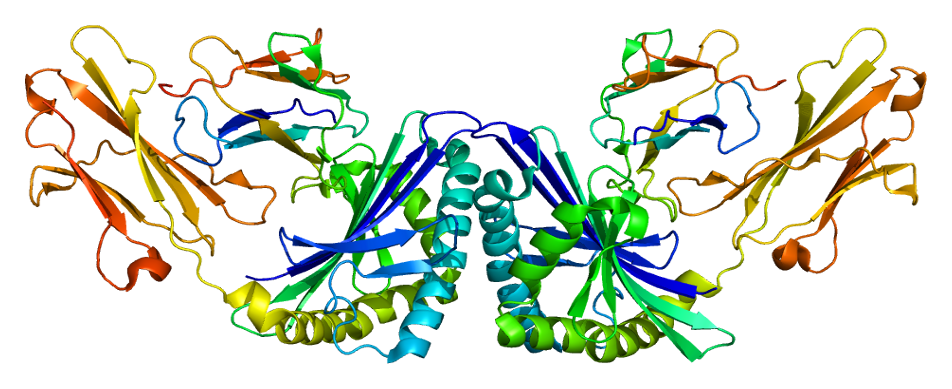
Struktura cząsteczki CD1a

CD1a (ang. cluster of differentiation 1a) – ludzkie białko, należące do rodziny glikoprotein, obecnych na powierzchni niektórych komórek.
Bierze udział w procesie prezentacji antygenów, ale w odróżnieniu od białek głównego układu zgodności tkankowej (MHC), które prezentują antygeny białkowe, CD1a bierze udział w prezentacji antygenów lipidowych, glikolipidowych i lipoproteinowych pochodzenia bakteryjnego (np. M. leprae, M. tuberculosis) lub własnego limfocytom T.
Innymi nazwami CD1a są synonimy: R4, T6 oraz HTA1.

## Struktura
U człowieka białko CD1a jest kodowane przez gen CD1A, znajdujący się na chromosomie 1 (położenie 1q22-1q23). Podobnie do pokrewnych antygenów różnicowania komórkowego CD1b i CD1c, CD1a ma zdolność do tworzenia heterodimerów z beta-2 mikroglobuliny i kompleksów o strukturze przypominającej białka głównego układu zgodności tkankowej. CD1a ma również zdolność do tworzenia kompleksów błonowych z cząsteczkami MHC klasy I.

## Ekspresja
CD1a jest białkiem występującym na powierzchni błony komórkowej komórek układu odpornościowego: tymocytach, komórkach dendrytycznych, limfocytach należących do subpopulacji B. Ekspresja CD1a jest szczególnie charakterystyczna dla komórek Langerhansa i służy do ich identyfikacji metodami immunohistochemicznymi.

## Funkcja biologiczna
CD1a po zsyntetyzowaniu trafia do wczesnych endosomów, w których znajdują się substancje pochłonięte przez komórkę, m.in. produkty bakteryjne pobrane ze środowiska otaczającego komórkę. W endosomach CD1a łączy się z produktami o charakterze lipidów lub lipoprotein, po czym trafia na powierzchnię komórki. Także cząsteczki CD1a już znajdujące się na powierzchni komórki mogą podlegać endocytozie zależnej od klatryny i łączyć się z antygenami obecnymi w nowo powstałym endosomie. CD1a ma również zdolność do wiązania glikosfingolipidów występujących w surowicy, co umożliwia stabilizację CD1a, jednak antygeny te są łatwo zastępowane przez inne ligandy, np. bakteryjne. Głowna rola CD1a polega na prezentacji antygenów lipidowych limfocytom T, dzięki czemu mogą one rozpoznawać szerszy panel substancji produkowanych przez patogeny.